# Rastodens pseudomarginata
Rastodens pseudomarginata är en snäckart som beskrevs av Winston F. Ponder 1966. Rastodens pseudomarginata ingår i släktet Rastodens och familjen Rastodentidae. Inga underarter finns listade i Catalogue of Life.